# 北海道小樽潮陵高等学校
北海道小樽潮陵高等学校（ほっかいどうおたるちょうりょうこうとうがっこう、Hokkaidō Otaru Chōryō Kōtō Gakkō）は、北海道小樽市にある公立（道立）の高等学校である。

## 沿革
- 1902年3月27日 - 北海道庁立小樽中学校として設立が認可される。
- 1902年4月25日 - 開校。
- 1902年5月15日 - 初の入学式。（この日を開校記念日としている）
- 1903年1月29日 - 開校式。
- 1920年2月11日 - 校歌制定。
- 1948年4月1日 - 校名を北海道立小樽高等学校に変更。私立潮陵中学を統合。
- 1950年4月1日 - 校名を北海道小樽潮陵高等学校に変更。
- 1952年9月23日 - 創立50周年記念式典。
- 1956年11月13日 - 失火により校舎の3分の2を焼失。
- 1972年11月10日 - 制服制度を廃止。従来の制服は標準服とする。
- 1980年12月26日 - 現校舎完成。
- 2002年10月12日 - 創立100周年記念式典。
- 2012年10月27日 - 創立110周年記念式典。
- 2022年8月20日 - 創立120周年記念式典。

## 概要・特色
函館中（現北海道函館中部高等学校）、札幌一中（現北海道札幌南高等学校）に次いで道内三番目に設立された旧制小樽中を前身とする、古い歴史をもつ公立高等学校である。自由な校風が特徴とされる。北海道内では「潮陵（ちょうりょう）」の名で知られている。

### 校歌

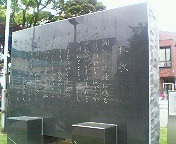
校歌の歌碑

OBである作家・評論家、伊藤整の自伝的小説「若い詩人の肖像」によれば、開校20周年の記念祭の前に、当時の校長が新進小説家として知られていた卒業生の岡田三郎に作詞を依頼し、卒業直前にできた校歌を体操の教師の弾くオルガンで練習したとの記述がある。ヘ長調のゆったりとした曲調。歌詞の一節「鳳（ほう）高校の高き誉れ」は、日本有数の港として栄えた小樽港の埠頭の形を模した表現であり、鳳凰、「鳳（おおとり）」は潮陵の象徴的存在である。また、三番の歌詞は潮陵生の進路を航海に例え、暴風や波涛を超えて対岸のシベリアに向かうという表現がある。近年、記念館の手前に歌碑が建立された（写真）。
※歌詞全文は公式サイトを参照

### 暁鐘
校歌にも登場する屋上の鐘。以前のこげ茶色から塗り替えられ、現在は明るい茶色となっている。毎日午前8時5分と午後5時25分頃に校歌のメロディを奏でる。PTA広報誌の名称も「暁鐘」である。

### 学区
学区内の人口が減少傾向にあることから近年募集間口が減らされており、2014年度からは一学年6クラス（240名）となっている。そして2023年度からは一学年5クラス（200名）となっている。
北海道では一つの学区が非常に広くなっており、学区内最大の高等学校である潮陵には後志管内全域にわたる広範な学区から生徒が集まるが、現状では9割近くが小樽市と余市町出身の生徒で占められている。市内の生徒の多くは市内バスで通学する。最寄りのバス停は、北海道中央バス「龍徳寺前」。
入学試験は道立高等学校の統一入試を利用している(後志学区唯一の学校裁量問題導入校)。

### 授業
50分を1時間として6時間授業を週に3日、7時間授業を2日行っている。2年次から文系・理系・医進類型の3つに分かれたカリキュラムが組まれている。2006年に全国的に発覚した高等学校の特定科目未履修問題に際しては、潮陵高校も情報、理科総合の授業数が足りなかったことや、現代社会を政治経済の教科書に切り替えて授業をしていたことなどが明らかとなった。
「文武両道」を重要な校訓のひとつとする潮陵では体育も重視されている。週3時間のうち1時間は、男子では柔道、女子ではテニス（夏のみ）に充てられている。男女とも、1年次にオリジナル体操「潮陵体操」が取り上げられる。2年次は行わず、3年次に潮陵体操の創作を行う。不満の声もたまに上がるが、潮陵の伝統だからとの理由で大半が諦めている。

### 服装
1972年11月10日、制服制度を廃止し、従来の制服は標準服とされたが、現在その標準服は消滅している。制服廃止の前後には、服装自由化を求める生徒による「制帽焼き打ち事件」があり有名なエピソードとしてかつて生徒会誌でも取り上げられた。
指定の「潮陵ジャージ」は学年ごとに赤（小豆色）・青・緑の三色が繰り返されている。上靴のラインの色もジャージの色に併せて三年で一巡する。特徴としては、チャックが身頃の半分までしかない、白の一本ラインやズボンにポケットが一個だけある、などが挙げられる。

### 生徒会
立候補と投票によって三役が決められる。各種専門委員長は各クラスの評議委員の承認を得て決定する。全校生徒には後日、掲示によって知らされるため、各種専門委員長の決定を知らない生徒も。選挙活動があまりに静かであり、役員の人数も流動的であるため、選挙はやや形骸化したものになっている。生徒会誌「鳳（おおとり）」が年1回発行され、クラス紹介、クラブ紹介などが掲載される。
なお、116期生で構成された第の生徒会はNHKに取材を受け、テレビ出演もしている。

### 部活動
2013年9月現在､22の運動部･10の文化部･4の外局･7の同好会(･チアリーディング特別委員会)が活動しており､加入率は毎年9割を超える。
全国的な強豪である放送局は､1996年と2006年にNHK杯全国高校放送コンテストの創作テレビドラマ部門(番組名「熱血超人カイザーマン」)とテレビドキュメント部門(同「なまら重くね!?」)でそれぞれ全国優勝を果たし､2007年と2013年には同大会テレビドキュメント部門（番組名「だって好きなんだもん!!」）と創作テレビドラマ部門(同「セーブマイセルフ」)での全国優良賞という結果をのこした。
また､吹奏楽局､音楽部は､毎年秋に地元の小樽市民会館､小樽市民センター（マリンホール）などを会場に定期演奏会を開催し､市民に親しまれている｡
陸上も非常に強豪であり、毎年数人のインターハイ出場者を出す。
ボート部は旧制小樽中時代からの古豪として知られ(かつては『端艇部』とよばれた)､ラグビー部も7人制全国大会出場歴がある｡
硬式野球部は､2014年に地区大会で前年度甲子園出場校の北照を7回コールドで下し､創部111年目を迎えた同年の南北海道大会で(夏の選手権大会では初の)準優勝を経験している（決勝は東海大四に0-1で惜敗）。

創立翌年の1903年（明治36年）に設立した剣道部は、学芸と武芸の両道を究め、秀でた人物を育成してきた。
第二次大戦後、武道抑圧により剣道自体が下火になった時代もあったが、明治、大正、昭和、平成と絶えることなく活動を継続してきた。部員の多くは有段者であり、高校生最高段位の三段を取得する者も多く、最盛期には男子剣道部、女子剣道部があり後志大会において個人、団体ともに優勝を果たすなど、全道、全国に通じる剣の道を示した。
しかし、2018年3年生の引退後は休部状態となり、翌年も再編成がなされなかったため、生徒会規約に即し、2019年5月17日に廃部が決定。令和への時代の変遷とともに、その輝かしい115年の歴史に幕が降りた。
文武両道を校訓とする潮陵にあって、途絶えた歴史の復活が望まれている。

### 記念館

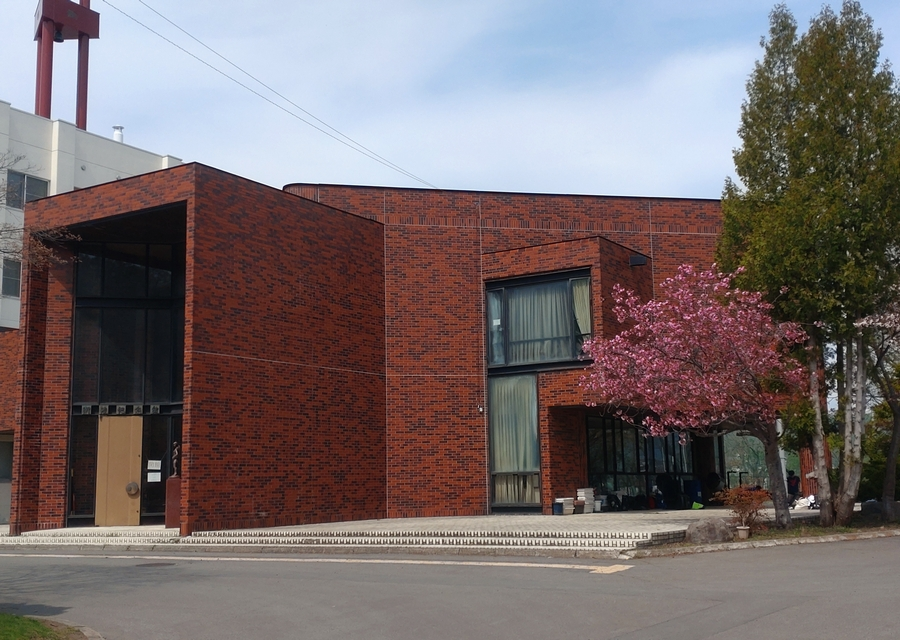
潮陵記念館

校舎に隣接して高校の様々な資料を展示する記念館が設けられている。茶色のレンガと八角形の平面が印象的な建物で、演劇部の稽古場として使われるほか、軽音楽部やクラシックのミニコンサートが催される。

### 購買・食堂
校内の購買では、地元のパン屋の商品や飲み物、文房具などを買うことができる。食堂は定時制専用。また、昼休みには近所の商店などへ行くことが認められている。

## 行事
3年生の受験準備を考慮し、8月の終わりまでに行事が集中している。

### 潮陵祭
7月の第3週の週末あたりに開催される最大の行事。期間は3日間で、準備期間も含めて期間中はそれぞれのクラスがまとまり、学校全体が活気に満ちあふれる。期間中はクラスTシャツや潮陵祭オリジナルTシャツを着ている生徒が多く見られる。 
- 仮装行列
クラスごとにテーマを決め、山車をつくり、全員が仮装し校庭にて決起集会（ダンス2分）を行う。
その後小樽市街を練り歩き、商店街でパフォーマンス（ダンス2分）を披露する。
準備期間中にパフォーマンス練習が行われるが、衣装作りやクラス企画などと平行して行う時間が足りないため、下校時間1時間前に校舎周りで練習する。その後に練習を行うことは原則禁止とされている。
- ステージ企画
体育館では、オープニングセレモニー・有志芸能・のど自慢(予選)が行われ、のど自慢に関しては後夜祭でグラウンドにて決勝が行われる。2階の光庭では『天下一武会』という有志のお笑い対決が行われる。
- クラス企画
食堂（焼き物・麺類・甘味・煮汁の4クラス）・映画・バラエティの三部門から各クラス一部門を選んで行われる。一般市民の入場者も多い。クラス毎に部門の希望を出し抽選が行われるが、食堂部門は仕入れ等の関係で3年生が優先される。
- クラブ企画
化学部の化学ショー（ラムネ作り教室が有名）、地学部のプラネタリウム、図書局の古本市、書道部・美術部・写真部の作品展示、文芸部・漫画研究同好会の部誌発行などが期間中にあわせて行われる。
- クラス旗
平成29年度からの新企画。クラスTシャツは提出するクラスとしないクラスがあり、企画として成り立っていないという執行部の考えを元に、全クラス提出を義務とする企画として成立。クラスの色を旗1枚に示すという画期的な企画である。同時にひとつの評価項目として「クラス旗」が追加された。
- 後夜祭
最終日の夜に行われ、殆どの生徒が参加すると言われる。校庭の中央に設置された大型キャンプファイヤーへの点火方法は色々と工夫が凝らされている。参加生徒はテーマ曲を歌うなどして盛り上がり、打ち上げ花火で盛大に幕を閉じる。

### 球技大会
年度内に2度あり、夏季は7月初めに、冬季は3年生が卒業した後の3月に行われる。

### 体育祭
8月末、二学期が始まってすぐにある実力テスト期間の直後に行われる。

### 見学旅行
10月の始めに行われ、2年生で関西へ行く。3泊4日と周辺の公立高校より一泊短い。

## 卒業生組織
卒業生の組織として、潮陵倶楽部、東京潮陵樽中会がある。潮陵倶楽部から機関誌『潮陵』が発行されており、小樽市内の書店でも店頭で入手できる。

## 著名な出身者

### 学者
- 青木亮人（国文学・愛媛大学准教授）
- 秋野豊（政治学・タジキスタンにて殉職）
- 岩村忍（東洋史学・京都大学名誉教授）
- 大谷まこと（社会福祉学・福山平成大学教授）
- 北川敏男（統計数学・元九州大学教授）
- 向坂逸郎（マルクス経済学者）
- 小山栄三（社会学・立教大学名誉教授）
- 高橋伸夫（経営学・東京大学教授）
- 武隈慎一（経済学・一橋大学名誉教授）
- 釣雅雄（経済政策・岡山大学教授）
- 野間秀樹（言語学・明治学院大学客員教授）
- 浜林正夫（歴史学・一橋大学名誉教授）
- 林一郎（工学・元北海道工業大学学長）
- 早川三代治（経済学・元小樽商科大学教授、元早稲田大学教授、小説家）
- 前野一夫（工学・千葉大学名誉教授）
- 宮澤節生（法学・カリフォルニア大学ヘイスティングス・ロー・スクール教授・元アジア法社会学会会長）
- 山内昌之（歴史学・東京大学名誉教授）
- 山内進（法制史・元一橋大学学長）
- 山本真樹夫（会計学・元小樽商科大学学長）
- 横川義雄 (経営学者)
- 岡本直貴（北海学園大学法学部准教授）

### 政治家
- 椎熊三郎（元衆議院副議長＝自由民主党）
- 箕輪登（元郵政大臣＝自由民主党。イラク派兵違憲訴訟で注目を浴びる）
- 地崎宇三郎 (三代)（元運輸大臣＝自由民主党。地崎工業(現岩田地崎建設)オーナー）
- 中村裕之（衆議院議員＝自由民主党、農林水産副大臣）
- 堀末治（元参議院議員）
- 新谷昌明（元小樽市長、元北海道副知事）
- 迫俊哉（小樽市長）
- 大築紅葉（衆議院議員＝立憲民主党、元フジテレビ記者）

### 官僚
- 網島毅（元電波監理局長官）
- 卜部亮吾（元宮内庁侍従）
- 鈴木康司（元大蔵省関東財務局長）
- 北村俊昭（元経済産業審議官）
- 品川守（元国土交通省北海道局長）

### 医学・医療
- 升田鉄三「礼文町国民健康保険船舶診療所所長・医師」（2021年・第9回日本医師会赤ひげ大賞受賞）
- 山本尚子（国際保健学・国際医療福祉大学教授、元世界保健機関事務局長補、元厚生労働省大臣官房総括審議官）
- 杉本幸太郎（札幌医科大学准教授）

### 経済人
- 川部誠治（日立キャピタル社長、リース事業協会副会長）
- 岸道三（初代旧日本道路公団総裁）
- 東海林武雄（元日本専売公社総裁、経済同友会代表幹事）
- 諏訪博（元TBS[4]会長）
- 田尻稲雄（メディカルシステムネットワーク創業者・社長、北海道バーバリアンズ設立者）
- 西永裕司（オエノンホールディングス社長兼合同酒精社長）
- 野口喜一郎（元北の誉酒造社長）
- 安川英昭（元セイコーエプソン社長）

### 文化/芸能
- 伊藤整（作家）
- 凰姿有羽（元宝塚歌劇団星組）
- 大月源二（画家）
- 岡崎英美（サカナクション､キーボード）
- 岡田三郎（作家､校歌の作詞者）
- 櫂未知子（俳人）
- 加藤浩次（タレント・極楽とんぼ）
- 河邨文一郎（医師・元札幌医科大学教授、詩人。札幌オリンピックテーマソング「虹と雪のバラード」作詞）
- 上林英代（元タレント）
- こたきこなみ（詩人）
- 小林正樹（映画監督）
- 小山めぐみ（女優）
- 鹿間孝一（ジャーナリスト。産経新聞特別記者兼論説委員）
- 西村青児（俳優）
- 野瀬栄進（ピアニスト）
- 八田尚之（劇作家）
- 蜂谷涼（作家）
- 菱川善夫（文芸評論家・元北海学園大学教授）
- 平沢貞通（画家､帝銀事件で有名）
- 福井爽人（画家、札幌北高に転入）
- 堀賢一（ワイン研究者）
- 松本圭介（浄土真宗本願寺派僧侶）
- 山中恒（作家）

### 放送
- 今中麻貴（フリーアナウンサー、元札幌テレビ放送）
- 京谷和央（uhbスーパーニュースキャスター）
- 岡崎潤司（元TBSアナウンサー）
- 谷藤博美（HBCアナウンサー）
- 上野修（ラジオプロデューサー、元ニッポン放送ディレクター、ラジオプレス元代表取締役）
- 若松豪（東映プロデューサー）

### スポーツ

#### 野球
- 相田暢一（早稲田大学野球部第7代監督）
- 仲川翠（北海道高等学校体育連盟、同野球連盟の元会長。元国鉄スワローズ選手）

#### 陸上
- 八島健三（長距離走、アントワープオリンピック代表）

#### スキージャンプ
- 伴素彦（サンモリッツオリンピック代表）
- 宮嶋巌　(ガルミッシュパルテンキルヒェンオリンピック代表、1972年札幌冬季オリンピックジャンプ審判長）
- 安達五郎（レークプラシッドオリンピック、ガルミッシュ＝パルテンキルヒェンオリンピック代表）
- 伊黒正次（ガルミッシュ＝パルテンキルヒェンオリンピック代表）
- 龍田峻次（ガルミッシュパルテンキルヒェンオリンピック代表）
- 久保登喜夫　(札幌オリンピック代表候補。神風特別攻撃隊隊員として太平洋戦争で戦死）
- 吉沢広司（オスロ・コルティナダンペッツォオリンピック代表）
- 佐藤耕一（コルティナダンペッツォ・1960年スコーバレーオリンピック代表）
- 松井孝（スコーバレーオリンピック代表）
- 見谷昌禧（スコーバレーオリンピック代表）
- 板垣宏志（グルノーブル・札幌、インスブルックオリンピック代表）
- 杉本政徳（グルノーブルオリンピック代表）
- 渡部龍雄（オスロオリンピック代表）

※周りを山に囲まれた旧制小樽中は、大正期から昭和初期にかけて黎明期の日本ジャンプ界を牽引する存在であった。OBらの尽力で、ジャンプ台や合宿所を整備、1934年にはナイター設備を完成させている。